# Nederlands honkbalteam (mannen)

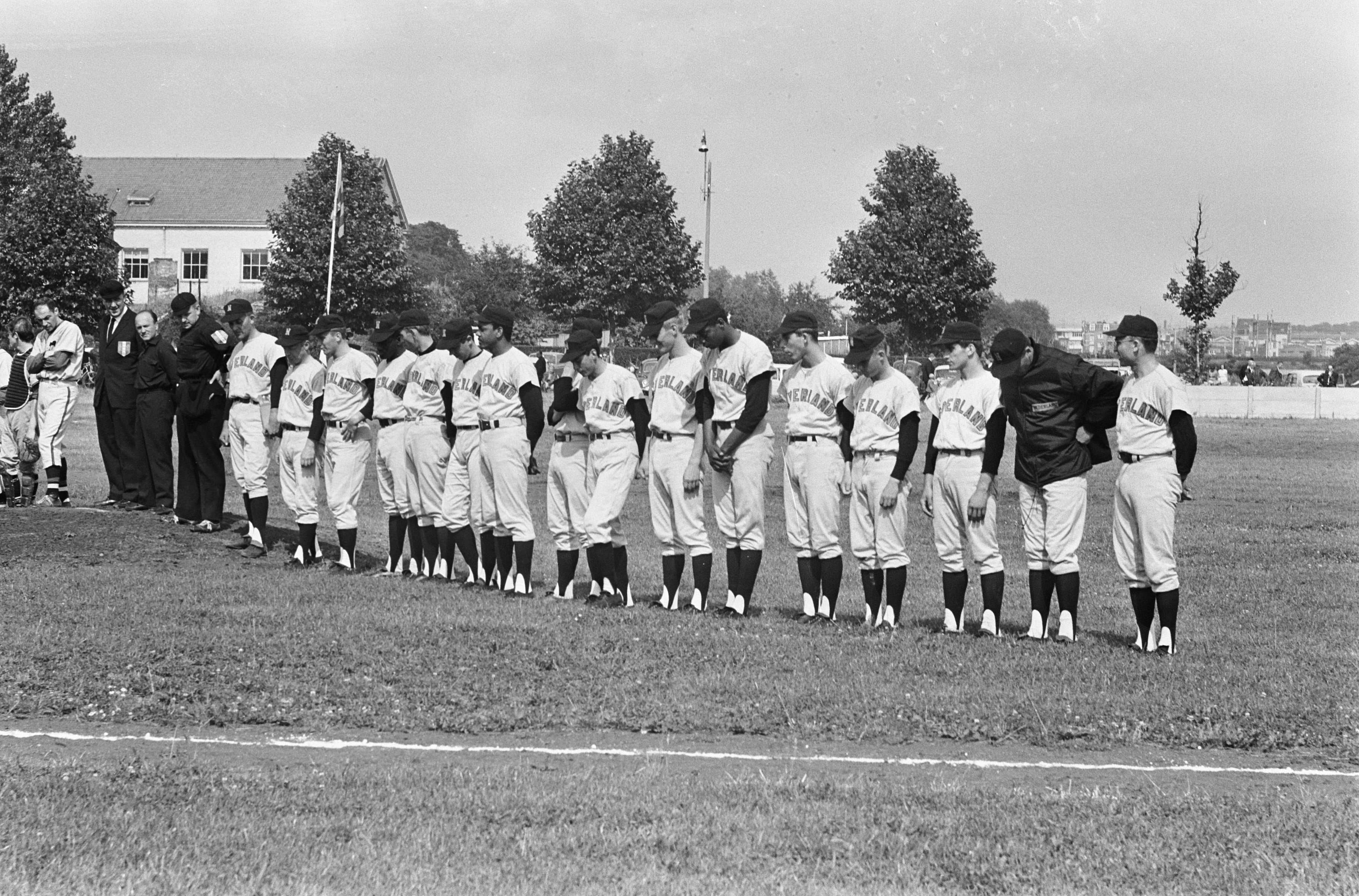
Line up van het Nederlands team voorafgaand aan de interland tegen België op 8 augustus 1965

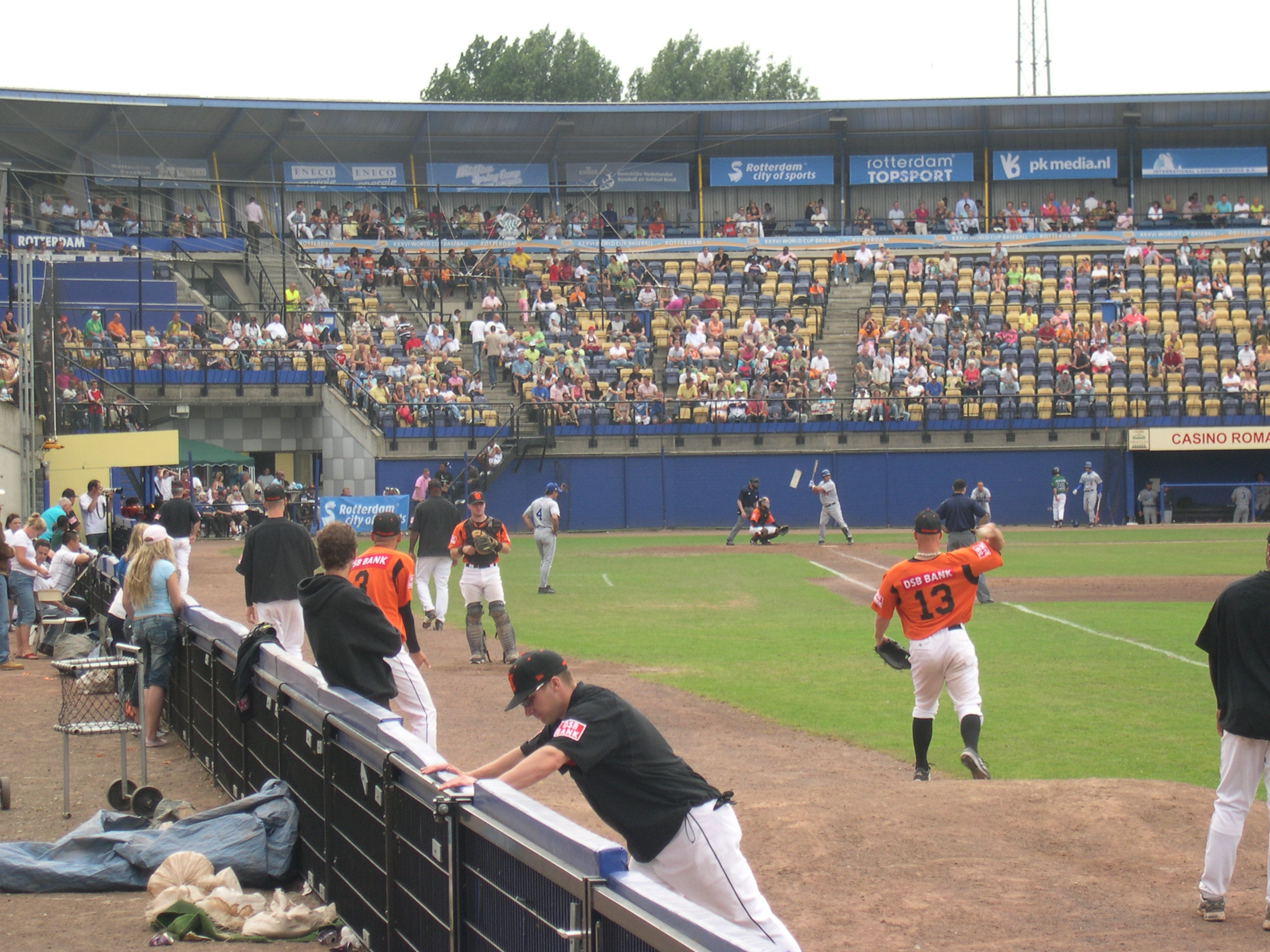
Het Nederlands team in actie tegen Italië in Rotterdam in 2006

Het Nederlands honkbalteam, beter bekend als het Koninkrijksteam (internationaal: Team Kingdom of the Netherlands), is het nationale honkbalteam van het Koninkrijk der Nederlanden. Het team valt onder de verantwoordelijkheid van de KNBSB.

## Prestaties
Het Nederlands honkbalteam is het succesvolste Europese honkbalteam. Het is recordhouder met 24 overwinningen en behaalde daarnaast negen keer de tweede plaats op 34 deelnames aan het Europees kampioenschap honkbal.
Ook op het wereldkampioenschap honkbal heeft het team goede prestaties geleverd. Tot 2011 was de vierde plaats het beste resultaat op een WK (2005 en 2007). In 2011 werd het absolute hoogtepunt bereikt door het winnen van de wereldtitel op het WK in Panama. Ook op de World Baseball Classic, het vervolg op de Wereldkampioenschappen, was Nederland aanwezig.
Het team nam ook deel aan de Olympische Spelen van 1988, 1996, 2000, 2004 en 2008.

## Teamsamenstelling
De rijksdelen Aruba, Curaçao en Sint Maarten in de Caraïben hebben een sterkere honkbaltraditie dan Nederland. Een team uit Willemstad, Curaçao won de Little League World Series van 2004 en werd tweede in 2005. In het verleden had elk rijksdeel zijn eigen team. Zo hadden de Nederlandse Antillen bijvoorbeeld een eigen honkbalteam (o.a. 12× deelnemer aan het WK), maar in de laatste jaren spelen honkballers van Aruba, Curaçao en Sint Maarten vaak mee met het Nederlands honkbalteam bij interlands waardoor een sterker team gevormd kan worden.
Een historisch overzicht van honkballers die voor het team zijn uitgekomen sinds de oprichting staat in de lijst van Nederlandse honkbalinternationals.

## Kampioenschappen
Nederland was zowel in 1986 als in 2005 gastheer van het WK toernooi. Ook in 2009 en 2016 was Nederland gastheer. Het WK werd toen geheel in Europa afgewerkt. Nadat in vijf landen (Duitsland, Kroatië, Spanje, Tsjechië en Zweden) de voorronden waren gespeeld, volgde de tweede ronde in Italië en Nederland (speelsteden: Amsterdam, Haarlem en Rotterdam). Voor de finaleronde togen de beste acht ploegen naar Italië.
Het EK werd tot nu toe tien keer door Nederland georganiseerd (in 1958, 1962, 1973, 1977, 1981, 1985, 1995, 2003, 2012 en 2016).

### Olympische Spelen
| Editie    | 1988 | 1992 | 1996 | 2000 | 2004 | 2008 | 2020 |
| Prestatie | 5e * | -    | 5e   | 5e   | 6e   | 7e   | -    |

* Honkbal was een demonstratiesport
- = geen deelname

### Wereldkampioenschappen
| Editie    | 1970 | 1973 | 1976 | 1978 | 1980 | 1982 | 1984 | 1986 | 1988 | 1990 | 1994 | 1998 | 2001 | 2003 | 2005 | 2007 | 2009 | 2011 |
| Prestatie | 12e  | 8e * | 11e  | 7e   | 12e  | 6e   | 13e  | 9e   | 10e  | 9e   | 10e  | 6e   | 7e   | 9e   | 4e   | 4e   | 6e   | Goud |

* WK in Cuba.
Geen deelname aan alle WK's voor 1970, 1971, 1972, 1973 (in Nicaragua) en 1974

### World Baseball Classic
| Editie    | 2006 | 2009 | 2013 | 2017 | 2023 | 2026 |
| Prestatie | 11e  | 7e   | 4e   | 4e   | 12e  |      |

### Europese kampioenschappen
| Editie    | 1954  | 1955 | 1956   | 1957   | 1958 | 1960 | 1962   | 1964 | 1965 | 1967 | 1969 | 1971 | 1973   | 1975   | 1977   | 1979   | 1981 | 1983   |
| Prestatie | *     | *    | Goud   | Goud   | Goud | Goud | Goud   | Goud | Goud | *    | Goud | Goud | Goud   | Zilver | Zilver | Zilver | Goud | Zilver |
|           |       |      |        |        |      |      |        |      |      |      |      |      |        |        |        |        |      |        |
| Editie    | 1985  | 1987 | 1989   | 1991   | 1993 | 1995 | 1997   | 1999 | 2001 | 2003 | 2005 | 2007 | 2010   | 2012   | 2014   | 2016   | 2019 | 2021   |
| Prestatie | Goud  | Goud | Zilver | Zilver | Goud | Goud | Zilver | Goud | Goud | Goud | Goud | Goud | Zilver | Zilver | Goud   | Goud   | Goud | Goud   |
|           |       |      |        |        |      |      |        |      |      |      |      |      |        |        |        |        |      |        |
| Editie    | 2023  |      |        |        |      |      |        |      |      |      |      |      |        |        |        |        |      |        |
| Prestatie | Brons |      |        |        |      |      |        |      |      |      |      |      |        |        |        |        |      |        |

* In 1954, 1955 en 1967 geen deelname.

### Intercontinental Cup
| Editie    | 1983 | 1999 | 2002 | 2006   | 2010   |
| Prestatie | 4e   | 8e   | 8e   | Zilver | Zilver |

## Toernooien

### World Baseball Classic
World Baseball Classic 2006
In dit toernooi werd het Nederlands team derde in poule C en kwalificeerde het zich niet voor de tweede ronde. Het belangrijkste wapenfeit van het team was de no-hitter die gegooid werd door Shairon Martis tegen Panama.
| Resultaten, 1e ronde, Poule C |             |          |           |
| Datum                         | Team 1      | Uitslag  | Team 2    |
| 08-03-2006                    | Puerto Rico | 8-3      | Nederland |
| 09-03-2006                    | Cuba        | 11-2     | Nederland |
| 10-03-2006                    | Nederland   | 10-0 (7) | Panama    |

World Baseball Classic 2009
In dit toernooi werd het Nederlands team tweede in poule D en kwalificeerde het zich voor de tweede ronde.In de tweede ronde verloor het van Venezuela en de Verenigde Staten en was hierdoor uitgeschakeld
| Resultaten, 1e ronde, Poule D |             |         |                        |
| Datum                         | Team 1      | Uitslag | Team 2                 |
| 07-03-2009                    | Nederland   | 3-2     | Dominicaanse Republiek |
| 09-03-2009                    | Puerto Rico | 3-1     | Nederland              |
| 10-03-2009                    | Nederland   | 2-1     | Dominicaanse Republiek |
| 11-03-2009                    | Puerto Rico | 5-0     | Nederland              |

| Resultaten, 2e ronde , Groep 2 |                  |         |           |
| Datum                          | Team 1           | Uitslag | Team 2    |
| 07-03-2009                     | Venezuela        | 3-1     | Nederland |
| 09-03-2009                     | Verenigde Staten | 9-3     | Nederland |

World Baseball Classic 2013
In dit toernooi werd het Nederlands team tweede in poule B en kwalificeerde het zich voor de tweede ronde. In de tweede ronde won het 2 maal van Cuba en verloor het van Japan. Hierdoor heeft het Nederlands team zich gekwalificeerd voor de halve finales
| Resultaten, 1e ronde, Poule B |           |         |            |
| Datum                         | Team 1    | Uitslag | Team 2     |
| 02-03-2013                    | Nederland | 5-0     | Zuid-Korea |
| 03-03-2013                    | Taiwan    | 8-3     | Nederland  |
| 05-03-2013                    | Nederland | 4-1     | Australië  |

| Resultaten, 2e ronde , Groep 1 |           |            |           |
| Datum                          | Team 1    | Uitslag    | Team 2    |
| 08-03-2013                     | Nederland | 6-2        | Cuba      |
| 10-03-2013                     | Japan     | 16-4 (F/7) | Nederland |
| 11-03-2013                     | Nederland | 7-6        | Cuba      |
| 12-03-2013                     | Nederland | 6-10       | Japan     |

| Resultaten, Eindronde WBC 2013 |           |         |                        |              |
| Datum                          | Team 1    | Uitslag | Team 2                 | Opmerking    |
| 18-03-2013                     | Nederland | 1-4     | Dominicaanse Republiek | Halve finale |

World Baseball Classic 2017
In dit toernooi werd het Nederlands team tweede in poule B en kwalificeerde het zich voor de tweede ronde.
| Resultaten, 1e ronde, Pool A |                |         |           |
| Datum                        | Team 1         | Uitslag | Team 2    |
| 07-03-2017                   | Zuid-Korea     | 0-5     | Nederland |
| 08-03-2017                   | Chinees Taipei | 5-6     | Nederland |
| 09-03-2017                   | Nederland      | 2-4     | Israël    |

| Resultaten, 2e Ronde, Pool E |           |         |           |
| Datum                        | Team 1    | Uitslag | Team 2    |
| 12-03-2017                   | Japan     | 8-6     | Nederland |
| 13-03-2017                   | Nederland | 12-2    | Israël    |
| 15-03-2017                   | Nederland | 14-1    | Cuba      |

| Resultaten, Einronde WBC 2017 |           |         |             |              |
| Datum                         | Team 1    | Uitslag | Team 2      | Opmerking    |
| 20-03-2017                    | Nederland | 3-4     | Puerto Rico | Halve finale |

World Baseball Classic 2023
In dit toernooi werd het Nederlands team derde in poule A en kwalificeerde het zich niet voor de tweede ronde.
| Resultaten, 1e ronde, Poule A |           |         |           |
| Datum                         | Team 1    | Uitslag | Team 2    |
| 08-03-2023                    | Cuba      | 2-4     | Nederland |
| 09-03-2023                    | Panama    | 1-3     | Nederland |
| 11-03-2023                    | Nederland | 5-9     | Taiwan    |
| 12-03-2023                    | Nederland | 1-7     | Italië    |

### Vriendschappelijk
Jaarlijks speelt het Nederlands team enkele vriendschappelijk toernooien. In Nederland neemt het deel aan de Haarlemse Honkbalweek en het World Port Tournament. In 2006 vond er ook een tweestrijd plaats tegen Italië, de European Baseball Series.
Haarlemse Honkbalweek
Winnaar in: 2004, 2006, 2010
World Port Tournament
Winnaar in: 1989, 1999 , 2019
European Baseball Series
Winnaar in: 2006